# Talamillo del Tozo
Talamillo del Tozo ist ein kleines Dorf innerhalb der spanischen Gemeinde Basconcillos del Tozo in der Provinz Burgos in der Autonomen Region Kastilien und León. Das Dorf liegt auf etwa 1000 m Höhe, etwa 50 Kilometer nördlich von Burgos. Im Jahr 2015 hatte Talamillo 23 Einwohner.

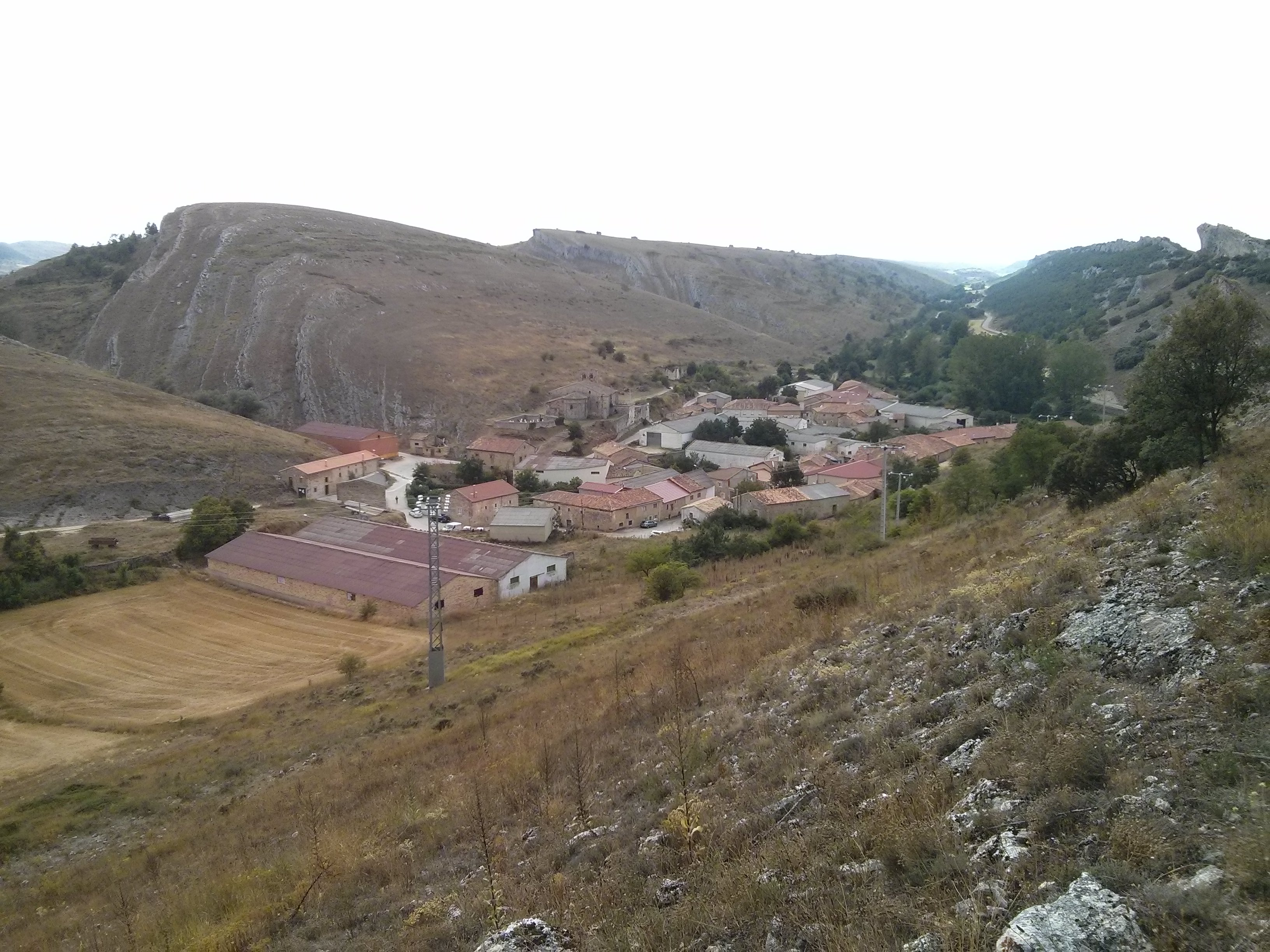
Talamillo del Tozo, 2015